# The Fluid
The Fluid — американський рок-гурт, заснований в 1984 році в Денвері. The Fluid стали першим колективом не з Сіетлу, що підписав контракт з лейблом Sub Pop, бо попри денверське походження грали музику, близьку до «саунду Сіетлу» або гранджу.

## Історія
Історія гурту розпочалась в Денвері в середині 1980-х років. Метт Бішофф, Джеймс Клоуер та Гарретт Шавлік грали жорсткий політичний хардкор-панк в гурті White Trash. В той самий час Рік Кулвікі був учасником андеграундного колективу Frantix, найбільш відомого серед місцевих за гумористичною, та водночас реалістичною піснею «My Dad's a Fuckin' Alcoholic» (англ. Мій тато — запеклий алкоголік). Коли обидва гурти розпались, четверо музикантів зібрались разом, додали ексцентричного вокаліста Огі Рокса, проте їхній гурт MadHouse проіснувала недовго. Замість Рокса Шавлік запропонував запросити свого друга, співака Джона Робінсона. П'ятеро музикантів добре порозумілись, а новий гурт отримав назву Fluid.
В 1986 році вийшов дебютний альбом Fluid Punch n Judy. Платівка привернула увагу німецької компанії Glitterhouse, яка погодилась профінансувати другий альбом Clear Black Paper (1988) та розповсюджувала його в Європі. Сіетлський лейбл Sub Pop також зацікавився гуртом та отримав дозвіл на дистриб'юцію платівки в США, запропонувавши Glitterhouse у відповідь права на записи свого гурту Green River. Після підписання угоди Fluid приїхали до Сіетлу та одразу виступили разом з провідними місцевими колективами Mother Love Bone, Soundgarden та Mudhoney.
На лейблі Sub Pop почали виходити нові сингли та альбоми Fluid. Гурт співпрацював з тими ж продюсерами, що і місцева Nirvana: Джек Ендіно в 1989 році (ще до «нірванівського» Bleach) записав для них альбом Fluid Roadmouth, а Бутч Віг в 1990 році (перед славнозвісним Nevermind) — їхню наступну платівку Glue. Проте, попри близькість до сіетлської сцени, популярність та показники продажів альбомів Fluid були набагато скромнішими, ніж в інших місцевих гуртів. Колектив опинився на межі розпаду, а Бішофф та Шавлік заснували власні сайд-проєкти '57 Lesbian та Spell.
Посеред розпалу гранджеманії на Fluid несподівано для всіх, в тому числі — самих музикантів, звернув увагу лейбл Hollywood Records, який належав Disney. Умови контракту були настільки привабливими, що музиканти повернулись на сцену та записали в Каліфорнії черговий альбом Purplemetalflakemusic (1993). Проте, колектив залишився незадоволеним результатами співробітництва: перші мікси пісень «звучали як Boston», а замість гастролей з Ramones та The Buzzcocks звукозаписна компанія наполягала на виступах на розігріві у Goo Goo Dolls. Врешті решт конфлікт між музикантами Fluid та лейблом призвів до розриву контракту і музиканти втратили фінансову підтримку, повернувшись додому «з двадцятьма доларами в кишені».
Після невдалого досвіду з Hollywood Records музиканти по черзі почали залишати гурт. Першим пішов Шавлік, повернувшись до проєкту Spell. Наступним Fluid залишив Клоуер. Тріо музикантів, що залишились, запросили барабанщика Frantix та '57 Lesbian Дейва Стюарта, намагаючись продовжити виступи, проте за декілька місяців пішов Робінсон і гурт перестав існувати. Більшість учасників перестали займатись музикою, окрім Робінсона, який до 1999 року грав в нью-йоркському гурті New United Monster Show, та Шавліка, що виступав в супергурті Press Corps з Деном Пітерзом (Mudhoney) та Брюсом Фейрвезером (Green River, Mother Love Bone).

## Музичний стиль
В піснях з ранніх альбомів The Fluid відчувався вплив хард-року, прото-панку та гаражного року, та таких гуртів, як Rolling Stones, The Stooges, MC5. Саме це привернуло до гурту увагу Sub Pop, що зробило The Fluid першим несіетлським гуртом лейблу. Разом з тим, ті альбоми, що були видані на Sub Pop, були не дуже важкими, «майже попсовими» (на думку оглядача Rolling Stone), та містили елементу глем-року, на кшталт New York Dolls або Еліса Купера. На сайті AllMusic вокаліста Джона Робінсона порівнювали з Іггі Попом, а стиль гурту наприкінці вісімдесятих називали «блюзовим хард-роком», з винахідливими гітарами, але досить прямолінійною структурою пісень.
Найкращими прикладами творчості The Fluid вважаються їхні останні платівки. На думку Метта Карлсона (AllMusic), мініальбом Glue (1990), що складався лише з шести пісень, був «більш нарядним, аніж попередні три альбоми The Fluid разом узяті», завдяки покращеній ритмічній структурі та підвищеній інтенсивності. Нарешті, останній альбом Purplemetalflakemusic (1993) в журналі Rolling Stone внесли до списку 50 найкращих гранджових платівок, завдяки її грубому та важкому звучанню. В музичній базі даних AllMusic платівка отримала чотири з половиною зірки з п'яти. За думкою оглядача, на ній гурт нарешті знайшов власний стиль, створюючи досить важку, але відмінну від інших колективів Sub Pop музику, в якій було менше хеві-металу та панк-року, але загальний підхід з двома повноцінними гітарами був схожим з MC5. «The Fluid зосередилися на музиці, зробивши purplemetalflakemusic до біса гарним вибухом енергії рок-н-ролу» — зазначив Метт Карлсон.

## Склад гурту
- Джон Робінсон — вокал
- Метт Бішофф — бас
- Джеймс Клоуер — гітара
- Рік Кулвікі — гітара
- Гарретт Шавлік — ударні

## Дискографія
- 1986 — Punch N Judy
- 1988 — Clear Black Paper
- 1989 — Roadmouth
- 1989 — Freak Magnet
- 1990 — Glue
- 1993 — Purplemetalflakemusic[10]